# 盐城县
盐城县，中国旧县名。

## 历史
东晋义熙七年（411年），改盐渎县置，治所在今江苏省盐城市。属山阳郡。南朝宋、齐、梁因之。北齐属射阳郡，南朝陈属盐城郡。隋朝时，属楚州。大业初年，属江都郡。唐朝、宋朝属楚州。元朝时，属淮安路。明朝、清朝属淮安府。1983年撤销，改设盐城市城区和郊区。